# Buyang ecun
Le buyang ecun est une langue taï-kadaï, de la branche ge-yang, parlée en Chine, dans la province de Yunnan par les Buyang.

## Classification
Le buyang ecun est une des langues buyang, avec le baha, le buyang langjia et le yerong. Celles-ci font partie des langues kadaï, un des sous-groupes des langues taï-kadaï.
Les Ecun, comme l'ensemble des Buyang, sont recensés par les autorités chinoises dans la nationalité zhuang.

## Phonologie
Les tableaux présentent les phonèmes du buyang ecun, les consonnes et les voyelles.

### Voyelles
|         | Antérieure | Centrale | Postérieure |
| ------- | ---------- | -------- | ----------- |
| Fermée  | i [i]      |          | ɯ [ɯ] u [u] |
| Moyenne | e [e]      | ə [ə]    | o [o]       |
| Ouverte | ɛ [ɛ]      | a [a]    | ɔ [ɔ]       |

### Consonnes
|              |              | Bilabiales | Dentales  | Alvéolaires | Alvéolaires | Alv.-p. | Dorsales  | Dorsales | Dorsales | Glottales |
| ------------ | ------------ | ---------- | --------- | ----------- | ----------- | ------- | --------- | -------- | -------- | --------- |
| Centrales    | Latérales    | Bilabiales | Dentales  | Palatales   | Vélaires    | Alv.-p. | Uvulaires |          |          | Glottales |
| Occlusives   | Sourde       | p [p]      |           | t [t]       |             |         |           | k [k]    | q [q]    | ʔ [ʔ]     |
| Occlusives   | Labialisées  |            |           | tw [tʷ]     |             |         |           | kw [kʷ]  |          |           |
| Occlusives   | Palatalisées | pj [pʲ]    |           |             |             |         |           |          |          |           |
| Occlusives   | Préglottal.  | ʔb [ʔb]    |           | ʔd [ʔd]     |             |         |           |          |          |           |
| Occlusives   |              |            | ʔdw [ʔdʷ] |             |             |         |           |          |          |           |
| Occlusives   |              | ʔbj [ʔbʲ]  |           | ʔdj [ʔdʲ]   |             |         |           |          |          |           |
| Fricatives   | sourdes      | f [f]      | θ [θ]     |             |             | ɕ [ɕ]   |           |          | χ [χ]    | h [h]     |
| Fricatives   | Sonore       | v [v]      | ð [ð]     |             |             | ʑ [ʑ]   |           |          |          |           |
| Fricatives   | Labialisées  |            | θw [θʷ]   |             |             | ɕw [ɕʷ] |           |          |          |           |
| Fricatives   | Sonore       | v [v]      | ð [ð]     |             |             | ʑ [ʑ]   |           |          |          |           |
| Fricatives   | Sonore       |            |           |             |             | ʑw [ʑʷ] |           |          |          |           |
| Affriquées   | Affriquées   |            |           | ts [ts]     |             |         |           |          |          |           |
| Liquides     | Sonores      |            |           |             | l [l]       |         |           |          |          |           |
| Liquides     | Labialisées  |            |           |             | lw [lʷ]     |         |           |          |          |           |
| Nasales      | Sonores      | m [m]      | n [n]     |             |             |         | ɲ [ɲ]     | ŋ [ŋ]    |          |           |
| Nasales      | Labialisées  |            |           |             |             |         |           | ŋʷ [ŋʷ]  |          |           |
| Semi-voyelle | Semi-voyelle | w [w]      |           |             |             |         | j [j]     |          |          |           |

### Une langue tonale
Le buyang ecun est une langue tonale qui possède six tons.

## Sources
- (zh) Li Jinfang, 1999, 布央语研究 - Bùyāngyǔ yánjiū, Pékin, Zhōngyāng mínzú dàxué chūbǎnshè  (ISBN 7-81056-059-X)
- (zh) Li Jinfang, Zhou Guoyan, 1999, 仡央语言探索 - Gēyāng yǔyán tànsuǒ - Studies on Outlier Kam-Tai, Pékin, Zhōngyāng mínzú dàxué chūbǎnshè  (ISBN 7-81056-289-4)